# Paolo Bortoluzzi
Paolo Bortoluzzi (Genova, 17 maggio 1938 – Bruxelles, 16 ottobre 1993) è stato un ballerino e coreografo italiano.

## Biografia
Paolo Bortoluzzi studiò danza nella sua città natale, Genova, e a Milano, dove Maurice Béjart lo notò prima di ingaggiarlo successivamente per il suo Ballet du XXe siècle. Allievo di Ugo Dell’ Ara, Nora Kiss, Viktor Gzovskij e di Asaf Messerer, debuttò a soli 19 anni a Genova, partecipando al Festival internazionale del balletto di Nervi nel 1957. Nel 1960 prese parte al Balletto europeo di Léonide Massine e, nello stesso anno, vi fu l'incontro fortunato con Bejart  che diede una svolta decisiva alla sua carriera; Bortoluzzi era entrato quasi per caso nel mondo della danza qualche anno prima, con lo scopo di migliorare la sua condizione fisica e Béjart gli propose di raggiungere la nuova compagnia che stava allestendo a Bruxelles in quel periodo. Con Béjart fu protagonista del Boléro (1960), della Nona sinfonia (1964), del Cygne (1965).
Fino al 1972, sarà una delle stelle della compagnia e parteciperà alla maggior parte dei suoi spettacoli. In particolare, nel 1964 con Duska Sifnios, il solista del secondo movimento della IX sinfonia di Beethoven. Béjart disse di lui che "incarnava la gioia della danza nella sua essenza più pura".
Nel 1965 debuttò come coreografo realizzando La valse su musica di Maurice Ravel, riproponendolo successivamente a Düsseldorf nel 1969.
Nel 1966, Bortoluzzi interpretò Romeo e Giulietta avendo per partner Laura Proença. Nel 1968, interpretò e partecipò alla coreografia di Baudelaire e Bhakti. Nel 1969, creò Nomos Alpha su musica di Xenakis, un autentico pezzo di bravura che mise in luce gli straordinari mezzi stilistici. Con Suzanne Farrell Bortoluzzi creò un duo di assoluta evidenza nell'ambito della compagnia.
Nel 1970, interpretò L'uccello di fuoco e nel 1971 il ruolo principale de Le Spectre de la rose in Nijinsky, clown de Dieu. Sempre nello stesso anno interpretò Chant du compagnon errant su musica di Mahler. Questa storica coreografia di Béjart gli permise di confrontarsi con l'altro grande nome della danza del secolo, Rudol'f Nureev.
Dopo aver danzato più volte con la compagnia del Teatro alla Scala e quella dell'Opera del Reno a Düsseldorf, nel 1972 lasciò il Ballet du XXe siècle per ritrovare i ruoli del repertorio classico, dove seppe imporsi con una presenza in scena fatta di forza e eleganza. Fu invitato nelle principali compagnie del mondo ed ebbe l'incarico di primo ballerino presso l'American Ballet Theatre di New York dove ballò fino al 1981 come étoile, in particolare ne Il lago dei cigni, Giselle e I racconti di Hoffmann.
Nel 1973 fondò una scuola di danza a Torino con la moglie, la ballerina Jaleh Kerendi. Nel 1981 divenne direttore del Balletto della Scala di Milano, in seguito nel 1984 diresse il Balletto di Düsseldorf. Nel 1990, fu nominato direttore della danza del teatro di Bordeaux. È stato anche un grande insegnante di danza.
Morì a Bruxelles nel 1993 a causa di una polmonite virale, dopo aver passato due mesi in coma.